# 353. strelska divizija (ZSSR)
353. strelska divizija (izvirno rusko 353. стрелковая дивизия; kratica 353. SD) je bila strelska divizija Rdeče armade v času druge svetovne vojne.

## Zgodovina
Divizija je bila ustanovljena septembra 1941 v Krasnodaru.